# PWWA
PWWA（Pro-Wrestling Women's Alliance）は、オーストラリアの女子プロレス団体。

## 歴史
2007年、ライアン・イーグルとマディソン・イーグルの夫妻が設立して旗揚げ戦を開催。
2011年11月3日、イーグルがSHIMMER王座をアメリカ以外で初めて防衛戦を行ってジェシー・マッケイ、ニコル・マヒューズを相手に王座の防衛に成功している。

## タイトル
- PWWA王座

## 参戦選手
- マディソン・イーグル
- ジェシー・マッケイ（英語版）
- ケリー・スケーター
- シャザ・マッケンジー（英語版）
- イーヴィー
- メーガン・ケイト
- ブリトネイ
- スワイ
- ハーレイ・ワンダーランド
- ボムシェル・ボー
- ケリアン・イングリッシュ
- サヴァナー・サマーズ
- キャーシー・マッキントッシュ（英語版）
- アレックス・リー
- マイアミ
- ペニー・レイン
- テニール・タイラ